# غلافیان (دوکفه‌ای)
غلافیان (نام علمی: Solenidae) نام یک تیره از رده دوکفه‌ای‌ها است.